# تيم إليس
تيم إليس (بالإنجليزية: Tim Ellis) هو ساحر استعراضي ومؤلف أسترالي، ولد في 8 مايو 1963 في ملبورن في أستراليا.

## وصلات خارجية
- الموقع الرسمي
- تيم إليس على موقع IMDb (الإنجليزية)